# Briefmarken-Ausgaben für Mecklenburg-Vorpommern (SBZ)
Nach Ende des Zweiten Weltkrieges kam der Osten Deutschlands (das Gebiet der späteren Deutschen Demokratischen Republik) unter sowjetische Verwaltung. In fünf Regionen der Sowjetischen Besatzungszone, darunter auch in Mecklenburg-Vorpommern, wurden ab Juni 1945 neue Briefmarken herausgegeben.
Im Bereich Mecklenburg-Vorpommern wurden zwischen August 1945 und Februar 1946 insgesamt 24 Dauermarken und 9 Sonderbriefmarken herausgegeben

## Liste der Ausgaben und Motive

### Legende
- Bild: Eine bearbeitete Abbildung der genannten Marke. Das Verhältnis der Größe der Briefmarken zueinander ist in diesem Artikel annähernd maßstabsgerecht dargestellt.
- Beschreibung: Eine Kurzbeschreibung des Motivs und/oder des Ausgabegrundes. Bei ausgegebenen Serien oder Blocks werden die zusammengehörigen Beschreibungen mit einer Markierung versehen eingerückt.
- Werte: Der Frankaturwert der einzelnen Marke.
- Ausgabedatum: Das erstmalige Datum des Verkaufs dieser Briefmarke.
- Gültig bis: Nach diesem Datum konnte die Marke nicht mehr verwendet werden.
- Auflage: Soweit bekannt, wird hier die zum Verkauf angebotene Anzahl dieser Ausgabe angegeben.
- Entwurf: Soweit bekannt, wird hier angegeben, von wem der Entwurf dieser Marke stammt.
- MiNr.: Diese Briefmarke wird im Michel-Katalog unter der entsprechenden Nummer gelistet.

| Sondermarken |                                                                          |                  |                   |                   |           |                      |       |
| Bild         | Beschreibung                                                             | Werte in Pfennig | Ausgabe- datum    | gültig bis        | Auflage   | Entwurf              | MiNr. |
|              | Opfer des Faschismus - Rudolf Breitscheid (SPD)                          | 6+14             | 21. Oktober 1945  | 20. November 1945 | 203.400   | Herbert Bartholomäus | 20    |
|              | - Erich Klausener (Zentrum)                                              | 8+22             | 21. Oktober 1945  | 20. November 1945 | 198.900   | Herbert Bartholomäus | 21    |
|              | - Ernst Thälmann (KPD)                                                   | 12+28            | 21. Oktober 1945  | 20. November 1945 | 199.200   | Herbert Bartholomäus | 22    |
|              | Bodenreform Junkerland in Bauernhand - Bauer mit Pflug                   | 6+14             | 8. Dezember 1945  | 28. Februar 1946  | 421.300   | Herbert Bartholomäus | 23    |
|              | - Bauer beim Säen                                                        | 8+22             | 8. Dezember 1945  | 28. Februar 1946  | 418.900   | Herbert Bartholomäus | 24    |
|              | - Bauer beim Schneiden von Getreide                                      | 12+28            | 8. Dezember 1945  | 28. Februar 1946  | 425.100   | Herbert Bartholomäus | 25    |
|              | Kinderhilfe - kleines Kind                                               | 6+14             | 31. Dezember 1945 | 28. Februar 1946  | 411.000   | Herbert Bartholomäus | 26    |
|              | - Mädchen                                                                | 8+22             | 31. Dezember 1945 | 28. Februar 1946  | 448.000   | Herbert Bartholomäus | 27    |
|              | - Junge                                                                  | 12+28            | 31. Dezember 1945 | 28. Februar 1946  | 416.000   | Herbert Bartholomäus | 28    |
| Dauermarken  |                                                                          |                  |                   |                   |           |                      |       |
| Bild         | Beschreibung                                                             | Werte in Pfennig | Ausgabe- datum    | gültig bis        | Auflage   | Entwurf              | MiNr. |
|              | Dauermarkenserie 1 - Ziffer auf grünlichem Papier                        | 6                | 28. August 1945   | 31. Oktober 1946  | 6.996.000 | Gustav Otto          | 8     |
|              | - Ziffer auf weißem Papier                                               | 6                | 16. November 1945 | 31. Oktober 1946  | 3.990.000 | Gustav Otto          | 9     |
|              | - Ziffer auf grauviolettem Papier                                        | 6                | 11. Januar 1946   | 31. Oktober 1946  | 1.994.000 | Gustav Otto          | 10    |
|              | - Bauer mit Pflug, rosa Druck auf rosa Papier                            | 8                | 6. Oktober 1945   | 31. Oktober 1946  | 3.993.000 | Gustav Otto          | 11    |
|              | - Bauer mit Pflug, schwarzer Druck auf lilarosa Papier                   | 8                | 19. Oktober 1945  | 31. Oktober 1946  | 500.000   | Gustav Otto          | 12    |
|              | - Bauer mit Pflug, graulila Druck auf hell blaugrünem Papier             | 8                | 3. November 1945  | 31. Oktober 1946  | 1.002.000 | Gustav Otto          | 13    |
|              | - Bauer mit Pflug, schwarzer Druck auf hell blaugrünem Papier            | 8                | 2. November 1945  | 31. Oktober 1946  | 495.000   | Gustav Otto          | 14    |
|              | - Bauer mit Pflug, brauner Druck auf weißem Papier                       | 8                | 7. Januar 1946    | 31. Oktober 1946  | 1.030.000 | Gustav Otto          | 15    |
|              | - Bauernhaus und Ährengarbe, schwarzer Druck auf rosa Papier             | 12               | 28. August 1945   | 31. Oktober 1946  | 7.000.000 | Gustav Otto          | 16    |
|              | - Bauernhaus und Ährengarbe, roter Druck auf weißem Papier               | 12               | 9. November 1945  | 31. Oktober 1946  | 3.390.000 | Gustav Otto          | 17    |
|              | - Bauernhaus und Ährengarbe, rosa bis braunroter Druck auf weißem Papier | 12               | 20. Dezember 1945 | 31. Oktober 1946  | 1.592.000 | Gustav Otto          | 18    |
|              | - Bauernhaus und Ährengarbe, dunkelroter Druck auf rosa Papier           | 12               | 30. Januar 1946   | 31. Oktober 1946  | 1.982.000 | Gustav Otto          | 19    |
|              | Dauermarkenserie 2 - Bauernhäuser                                        | 3                | 17. Januar 1946   | 31. Oktober 1946  | 629.000   | Erwin Wriedt         | 29    |
|              | - Rothirsch                                                              | 4                | 17. Januar 1946   | 31. Oktober 1946  | 212.400   | Erwin Wriedt         | 30    |
|              | - Rothirsch                                                              | 4                | 25. Februar 1946  | 31. Oktober 1946  | 434.400   | Erwin Wriedt         | 31    |
|              | - Fischerboot                                                            | 5                | 17. Januar 1946   | 31. Oktober 1946  | 637.000   | Erwin Wriedt         | 32    |
|              | - Bauer                                                                  | 6                | 17. Januar 1946   | 31. Oktober 1946  | 1.346.000 | Erwin Wriedt         | 33    |
|              | - Windmühle                                                              | 8                | 17. Januar 1946   | 31. Oktober 1946  | 641.200   | Erwin Wriedt         | 34    |
|              | - Bauer mit Pferdepflug                                                  | 10               | 22. Januar 1946   | 31. Oktober 1946  | 629.200   | Erwin Wriedt         | 35    |
|              | - Hausbau                                                                | 12               | 22. Januar 1946   | 31. Oktober 1946  | 2.798.000 | Erwin Wriedt         | 36    |
|              | - Bauer mit Motorpflug                                                   | 15               | 24. Januar 1946   | 31. Oktober 1946  | 998.200   | Erwin Wriedt         | 37    |
|              | - Hafen, Schiffe, und Getreidespeicher                                   | 20               | 29. Januar 1946   | 31. Oktober 1946  | 1.000.000 | Erwin Wriedt         | 38    |
|              | - Industrie                                                              | 30               | 26. Januar 1946   | 31. Oktober 1946  | 1.004.000 | Erwin Wriedt         | 39    |
|              | - Frau mit Spinnrad                                                      | 40               | 22. Januar 1946   | 31. Oktober 1946  | 946.000   | Erwin Wriedt         | 40    |